# Marie Spilar Toren

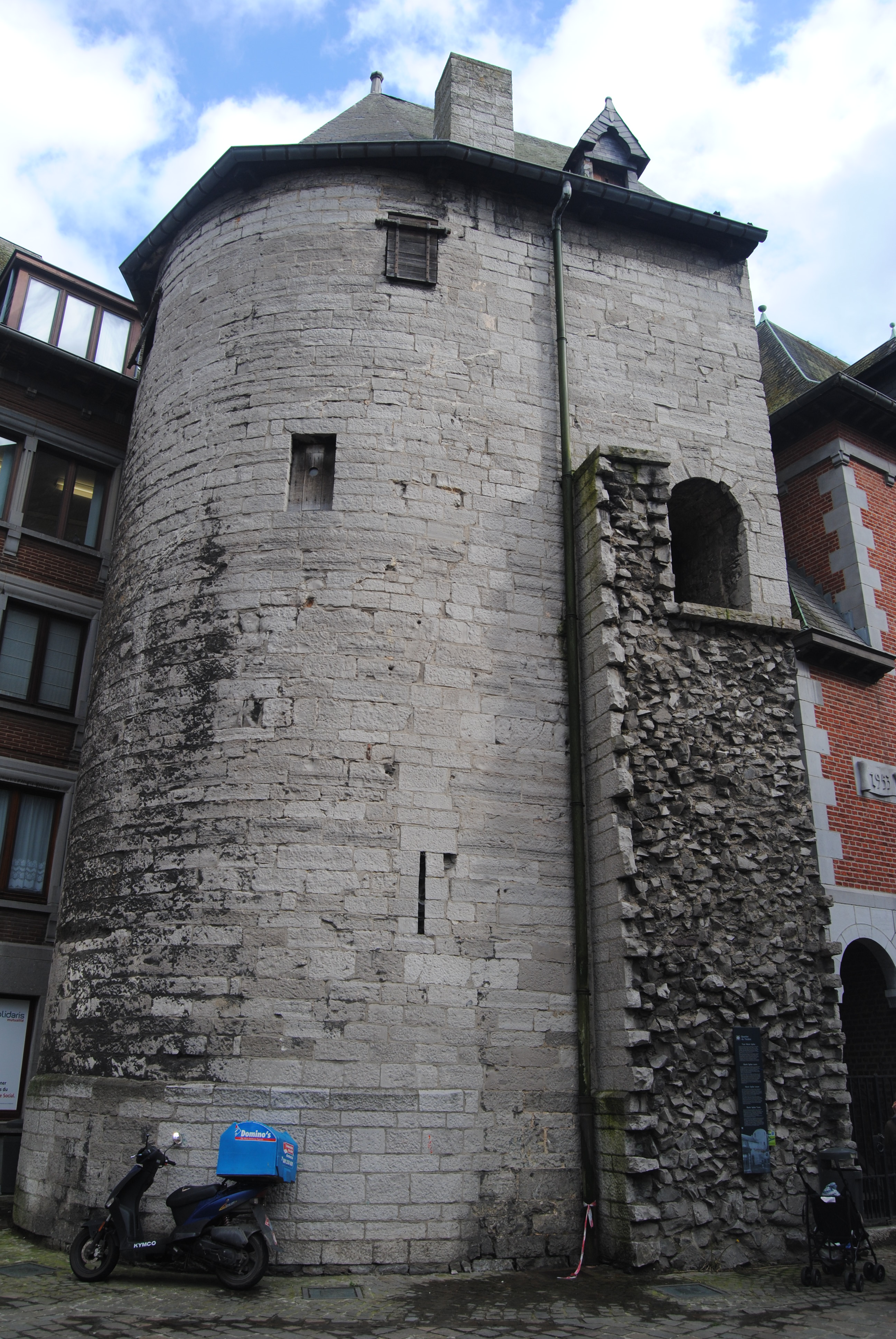
Marie Spilar Toren

De  Marie Spilar Toren is naast de Munttoren en Sint-Jakobstoren, een van de drie nog bestaande torens van de derde Naamse omwalling.
De toren heeft een halfcirkelvormige plattegrond en is opgetrokken uit zandsteen uit de Maas. Het eerste verdiep is op drie schietgaten na blind. Twee van de schietgaten zijn lateraal aangebracht om de vestingsmuur te verdedigen. Het tweede verdiep beschikt over klapluiken om de verdedigers te beschermen.

## Geschiedenis
De toren werd opgetrokken in de 13de eeuw aan de eigendommen van Jonkvrouw Marie Spilar onder leiding van Henri Mérial. Gedurende de Tweede Wereldoorlog raakte de toren beschadigd en vervolgens in 1949 gerestaureerd.